# Eupithecia ptychospila
Eupithecia ptychospila là một loài bướm đêm trong họ Geometridae.